# Distretto di Zelenov
Il distretto di Bayterek (in kazako: Бәйтерек ауданы), precedentemente noto come distretto di Zelenov, è un distretto (audan) del Kazakistan con  capoluogo Peremetnoe.